# 홍자매 (홍정은, 홍미란)
홍자매는 홍정은, 홍미란으로 이루어진 대한민국의 자매 드라마 각본팀이다. 판타지적인 요소와 감수성이 결합된 신멜로 형식의 드라마 작품이 주류를 이루고 있다.
홍정은은 MBC에서 경력 8년차, 홍미란은 SBS에서 5년차인 예능 프로그램의 구성작가로 활동하다 《쾌걸춘향》으로 드라마 작가로 데뷔하였다.

## 홍정은의 약력
- 1974년 출생
- 이화여자대학교 행정학과 졸업
- 1998년 MBC보조작가
- 2011년 MBC 드라마대상 미니시리즈부문 올해의 작가상 수상
- 2012년 제 24회 한국PD대상 TV작가부문 수상
- 2012년 제3회 대중문화예술상 문화체육관광부장관상 수상

## 홍미란의 약력
- 1977년 출생

## 작품

### 공동 집필
| 연도      | 제목                 | 방송사 | 유형   | 연출           | 비고 |
| --------- | -------------------- | ------ | ------ | -------------- | ---- |
| 2004      | 쾌걸춘향             | KBS2   | 월화   | 전기상, 지병현 |      |
| 2005-2006 | 마이걸               | SBS    | 수목   | 전기상         |      |
| 2006      | 환상의 커플          | MBC    | 주말   | 김상호         |      |
| 2007      | 무한도전 - 로맨스    | MBC    | 토요일 | 김태호         |      |
| 2008      | 쾌도 홍길동          | KBS2   | 수목   |                |      |
| 2009      | 미남이시네요         | SBS    | 수목   | 홍성창         |      |
| 2010      | 내 여자친구는 구미호 | SBS    | 수목   | 부성철         |      |
| 2011      | 최고의 사랑          | MBC    | 수목   | 이동윤         |      |
| 2012      | 빅                   | KBS2   | 월화   | 지병헌, 김성윤 |      |
| 2013      | 주군의 태양          | SBS    | 수목   | 진혁           |      |
| 2015      | 맨도롱 또똣          | MBC    | 수목   | 박홍균         |      |
| 2017-2018 | 화유기               | tvN    | 토일   | 박홍균, 김병수 |      |
| 2019      | 호텔 델루나          | tvN    | 토일   | 오충환         |      |
| 2022      | 환혼                 | tvN    | 토일   | 박준화         |      |
| 2026      | 그랜드 갤럭시        | MBC    | 금토   | 오충환         |      |